# أفرو أثينا
طائرة أفرو 701 أثينا هي طائرة تدريب بريطانية متقدمة بنتها شركة أفرو في أواخر أربعينيات القرن العشرين. وقد صممت لتحل محل طائرة نورث أميريكا هارفارد في ترسانة سلاح الجو الملكي. ، ولكن تم شراؤها بأعداد صغيرة إذ فضلت الطائرة بولتون بول باليول يجري المنافسة عنها.

## الأشكال المختلفة
- أثينا تي. 1: نموذج يعمل بالطاقة التوربينية النموذج.
- أثينا تي. 1أ: نموذج واحد مدعوم بقوة 1,400 حصان (1,040 كيلوواط)
- أثينا تي. 2: طائرة تدريب بحسب المواصفات. T. 14/47 مدعوم بقوة 1,280 حصان (950 كيلو واط)

## المشغلون

### سلاح الجو الملكي
- وحدة تجارب الأجهزة، مارتشام هيث. طائرة تي2 واحدة.
- مدرسة التحليق المركزية. ليتل ريزنغتون. طائرتي تي2.
- منشأة الطائرات الملكية. طائرتين.
- سلاح الجو الملكي البريطاني في كلية مانبي. عشر طائرات.

## المواصفات
البيانات من Avro Aircraft since 1908.
الخصائص العامة
- الطاقم: إثنين
- الطول: 37 قدم 3½ بوصة (11.37 م)
- باع الجناح: 40 قدم 0 بوصة (12.20 م)
- الارتفاع: 12 قدم 11 بوصة (3.94 م)
- مساحة الجناح : 270 قدم² (25.1 م²)
- الوزن فارغة: 6,540 رطل (2,973 كغ)
- الوزن محملة: 9,383 رطل (4,265 كغ)

الأداء
- السرعة القصوى: 293 ميل/س (255 kn, 472 km/h) 20,000قدم
- سرعة العبور: 223 ميل/س (194 كعقدة, 359 كم/س)
- مدى (طائرة): 550 ميل (478  عقدةبحرية 886 كم)
- سقف الخدمة: 29,000 قدم (8,840 م)
- معدل الصعود: 2,050 قدم/د (10.4 م/ث)

التسليح